# Toussaint McCall
Toussaint McCall (* 1934 in Monroe, Louisiana; † 7. August 2023 in Los Angeles, Kalifornien) war ein US-amerikanischer Organist, Songwriter und Sänger des Rhythm and Blues und Soul.

## Leben und Wirken
Toussaint McCall wurde vor allem durch seinen Song Nothing Takes the Place of You (1967) bekannt. Er erreichte #5 der R&B-Charts und wurde später u. a. von Isaac Hayes auf seinem Album Black Moses (1971) gecovert. Obwohl er noch weitere Singles und ein Album auf Ronn Records vorlegte, konnte er an diesen Erfolg nicht anknüpfen. Er nahm bis 1969 weiterhin Singles wie The Toussaint Shuffle, I Stand Accused, My Love Is A Guarantee oder Baby You Got It für lokale Plattenlabel auf. 1988 hatte er einen Cameo-Auftritt in dem John Waters-Film Hairspray, in dem er seinen alten Charts-Hit präsentiert.

## Diskographie und Charts-Platzierungen
- I'll Do it for You (1967) US #77, US R&B #26[4]
- Nothing Takes the Place of You (1967) US #52, US R&B #5[4]